# Лубківський Володимир Костянтинович
Лубківський Володимир Костянтинович (?, Кам'янець-Подільський, Кам'янець-Подільський повіт, Подільська губернія, Російська імперія — 28 січня 1921, Каліш, Польща) — підполковник Дієвої Армії УНР.

## Біографія
Народився у місті Кам'янець-Подільський Кам'янець-Подільського повіту Подільської губернії. 
Останнє звання у російській армії — підполковник.
У 1920 році служив у 3-й гарматній бригаді 3-ї Залізної дивізії Армії УНР. 
Помер від епідемічного висипного тифу в місті Каліш, Польща.